# Liam Gordon (calciatore 1999)
Liam Gordon (Londra, 15 maggio 1999) è un calciatore guyanese con cittadinanza britannica, difensore del Port Vale e della nazionale guyanese.

## Carriera

### Club
Ha sempre giocato in Inghilterra.

### Nazionale
Nel 2019 è stato convocato con la nazionale guyanese per la Gold Cup.

## Statistiche

### Cronologia presenze e reti in nazionale
| Cronologia completa delle presenze e delle reti in nazionale ― Guyana | Cronologia completa delle presenze e delle reti in nazionale ― Guyana | Cronologia completa delle presenze e delle reti in nazionale ― Guyana | Cronologia completa delle presenze e delle reti in nazionale ― Guyana | Cronologia completa delle presenze e delle reti in nazionale ― Guyana | Cronologia completa delle presenze e delle reti in nazionale ― Guyana | Cronologia completa delle presenze e delle reti in nazionale ― Guyana | Cronologia completa delle presenze e delle reti in nazionale ― Guyana |
| Data                                                                  | Città                                                                 | In casa                                                               | Risultato                                                             | Ospiti                                                                | Competizione                                                          | Reti                                                                  | Note                                                                  |
| --------------------------------------------------------------------- | --------------------------------------------------------------------- | --------------------------------------------------------------------- | --------------------------------------------------------------------- | --------------------------------------------------------------------- | --------------------------------------------------------------------- | --------------------------------------------------------------------- | --------------------------------------------------------------------- |
| 7-6-2019                                                              | Hamilton                                                              | Bermuda                                                               | 1 – 0                                                                 | Guyana                                                                | Amichevole                                                            | -                                                                     | 59’                                                                   |
| 19-6-2019                                                             | Saint Paul                                                            | Stati Uniti                                                           | 4 – 0                                                                 | Guyana                                                                | Gold Cup 2019 - 1º turno                                              | -                                                                     |                                                                       |
| 22-6-2019                                                             | Cleveland                                                             | Guyana                                                                | 2 – 4                                                                 | Panama                                                                | Gold Cup 2019 - 1º turno                                              | -                                                                     | 48’                                                                   |
| 7-9-2019                                                              | Willemstad                                                            | Aruba                                                                 | 0 – 1                                                                 | Guyana                                                                | CONCACAF Nations League 2019-2020 - 1º turno                          | -                                                                     |                                                                       |
| 10-9-2019                                                             | Georgetown                                                            | Guyana                                                                | 0 – 4                                                                 | Giamaica                                                              | CONCACAF Nations League 2019-2020 - 1º turno                          | -                                                                     |                                                                       |
| 4-6-2021                                                              | Basseterre                                                            | Saint Kitts e Nevis                                                   | 3 – 0                                                                 | Guyana                                                                | Qual. Mondiali 2022                                                   | -                                                                     |                                                                       |
| 8-6-2021                                                              | Basseterre                                                            | Guyana                                                                | 0 – 2                                                                 | Porto Rico                                                            | Qual. Mondiali 2022                                                   | -                                                                     |                                                                       |
| 25-3-2023                                                             | Hamilton                                                              | Bermuda                                                               | 0 – 2                                                                 | Guyana                                                                | CONCACAF Nations League 2022-2023 - 1º Turno                          | 1                                                                     |                                                                       |
| 29-3-2023                                                             | Waterford                                                             | Guyana                                                                | 0 – 0                                                                 | Montserrat                                                            | CONCACAF Nations League 2022-2023 - 1º Turno                          | -                                                                     |                                                                       |
| 18-6-2023                                                             | Fort Lauderdale                                                       | Guyana                                                                | 1 – 1 (6 - 4 dtr)                                                     | Grenada                                                               | Qual. Gold Cup 2023                                                   | -                                                                     |                                                                       |
| 20-6-2023                                                             | Fort Lauderdale                                                       | Guadalupa                                                             | 2 – 0                                                                 | Guyana                                                                | Qual. Gold Cup 2023                                                   | -                                                                     | 71’                                                                   |
| 9-9-2023                                                              | Saint John's                                                          | Antigua e Barbuda                                                     | 1 – 5                                                                 | Guyana                                                                | CONCACAF Nations League 2023-2024 - Fase a gironi                     | -                                                                     |                                                                       |
| 13-9-2023                                                             | Leonora                                                               | Guyana                                                                | 3 – 2                                                                 | Bahamas                                                               | CONCACAF Nations League 2023-2024 - Fase a gironi                     | -                                                                     | 86’                                                                   |
| 14-10-2023                                                            | Basseterre                                                            | Porto Rico                                                            | 1 – 3                                                                 | Guyana                                                                | CONCACAF Nations League 2023-2024 - Fase a gironi                     | -                                                                     |                                                                       |
| 17-10-2023                                                            | Basseterre                                                            | Guyana                                                                | 3 – 1                                                                 | Porto Rico                                                            | CONCACAF Nations League 2023-2024 - Fase a gironi                     | -                                                                     |                                                                       |
| 22-11-2023                                                            | Santo Domingo                                                         | Guyana                                                                | 6 – 0                                                                 | Antigua e Barbuda                                                     | CONCACAF Nations League 2023-2024 - Fase a gironi                     | -                                                                     |                                                                       |
| 21-3-2024                                                             | Gedda                                                                 | Capo Verde                                                            | 1 – 0                                                                 | Guyana                                                                | Amichevole                                                            | -                                                                     |                                                                       |
| 26-3-2024                                                             | Gedda                                                                 | Guyana                                                                | 4 – 1                                                                 | Cambogia                                                              | Amichevole                                                            | -                                                                     | 78’ 81’                                                               |
| 7-6-2024                                                              | Panama                                                                | Panama                                                                | 2 – 0                                                                 | Guyana                                                                | Qual. Mondiali 2026                                                   | -                                                                     | 88’                                                                   |
| 12-6-2024                                                             | Wildey                                                                | Guyana                                                                | 3 – 1                                                                 | Belize                                                                | Qual. Mondiali 2026                                                   | 1                                                                     | 85’                                                                   |
| 11-10-2024                                                            | Leonora                                                               | Guyana                                                                | 1 – 3                                                                 | Guatemala                                                             | CONCACAF Nations League 2024-2025 - 1º turno                          | -                                                                     |                                                                       |
| 15-10-2024                                                            | Paramaribo                                                            | Suriname                                                              | 5 – 1                                                                 | Guyana                                                                | CONCACAF Nations League 2024-2025 - 1º turno                          | -                                                                     | 35’                                                                   |
| 15-11-2024                                                            | Waterford                                                             | Barbados                                                              | 1 – 4                                                                 | Guyana                                                                | CONCACAF Nations League 2024-2025 - Spareggi                          | 2                                                                     |                                                                       |
| 19-11-2024                                                            | Georgetown                                                            | Guyana                                                                | 5 – 3                                                                 | Barbados                                                              | CONCACAF Nations League 2024-2025 - Spareggi                          | 1                                                                     |                                                                       |
| 21-3-2025                                                             | Bridgetown                                                            | Guyana                                                                | 3 – 2                                                                 | Guatemala                                                             | Qual. Gold Cup 2025                                                   | -                                                                     |                                                                       |
| 25-3-2025                                                             | Città del Guatemala                                                   | Guatemala                                                             | 2 – 0                                                                 | Guyana                                                                | Qual. Gold Cup 2025                                                   | -                                                                     |                                                                       |
| Totale                                                                |                                                                       | Presenze                                                              | 26                                                                    |                                                                       | Reti                                                                  | 2                                                                     |                                                                       |